# 高光度青色変光星

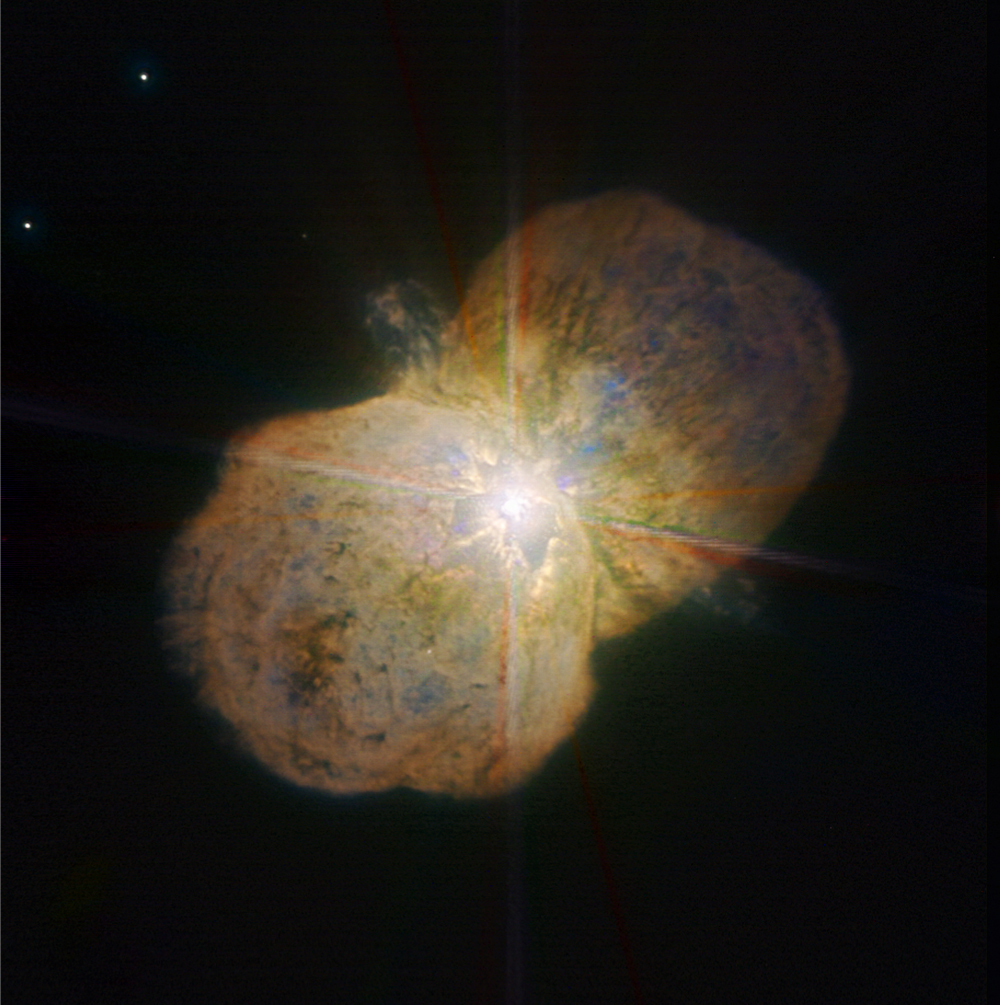
りゅうこつ座η星

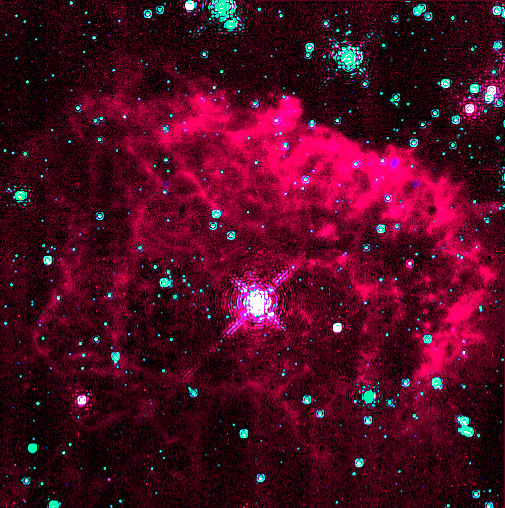
ピストル星

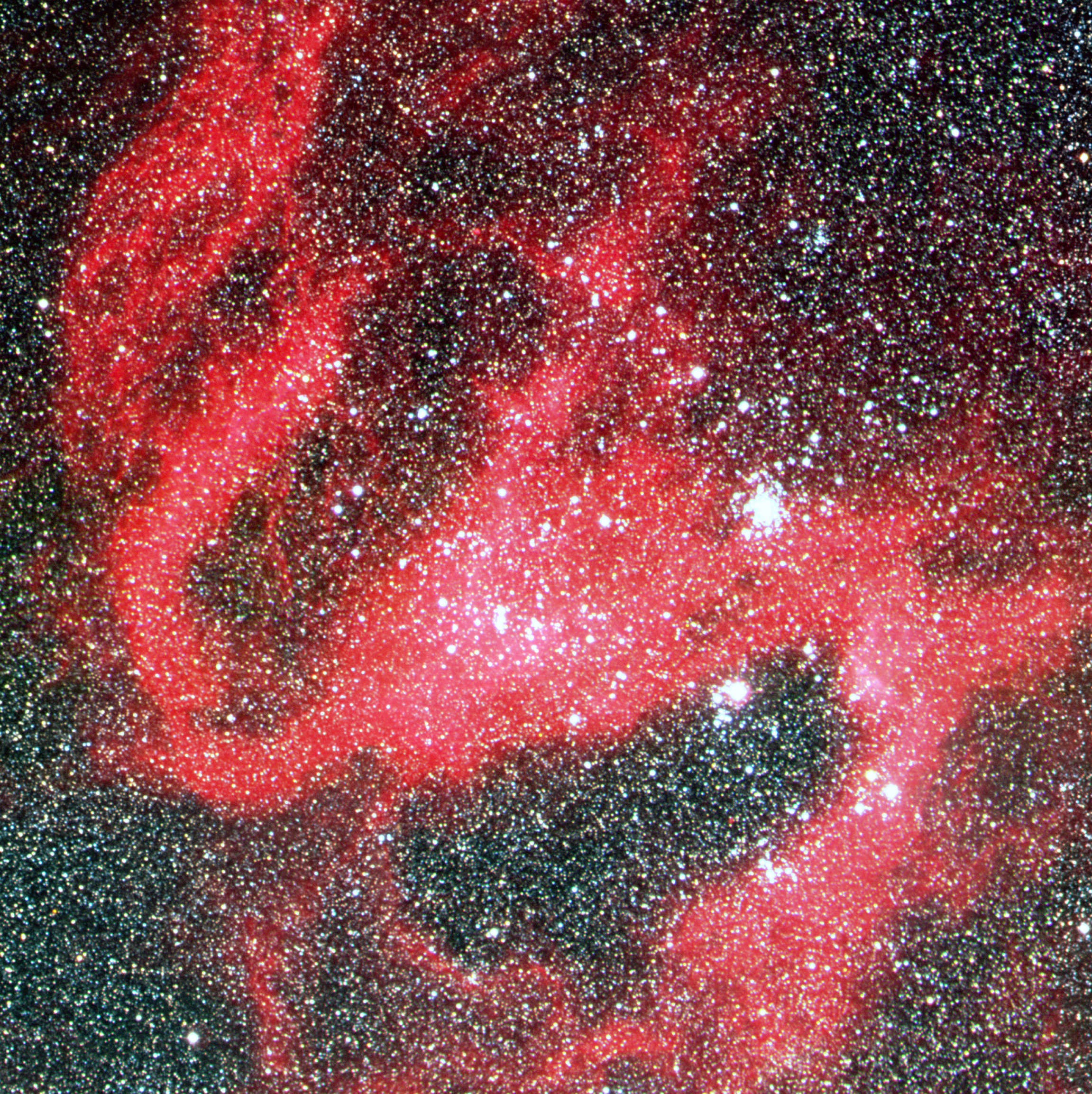
かじき座S星

高光度青色変光星（こうこうどせいしょくへんこうせい、luminous blue variable, LBV）は、高光度の青色超巨星に見られる変光星。普段は長期に渡ってゆっくりとした変光を示すが、質量放出を起こし突発的に光度を変化させることもある。かじき座S型星（かじきざSがたせい）とも呼ばれる。

## 概要
高光度青色変光星（以降LBVと略す）は、青く非常に明るく輝いている恒星である。LBVの中には、光度が太陽の数百万倍に達するものもある。これは宇宙全体で見ても最も明るい部類に入る恒星と考えられている。また、これだけのエネルギーを放射するためには、核融合反応が活発である必要があり、そのためには大きな質量を持っている必要がある。LBVの中には、質量が太陽の265倍に達するものもある。この質量は、理論上の恒星質量の上限に近い値である。ちなみに、この上限より大きい星は、激し過ぎる核融合により自重では抑制不可能な放射圧が発生するため、自らの恒星風で吹き飛んでしまうと考えられている。なお、LBVでも質量の流失は起きており、放出された物質が星の周囲に星雲として観測されることが多い。LBVに分類されるような巨大な恒星では、激しい核融合によって水素が速やかに失われるため、寿命は100万年から300万年程度と非常に短い。
現代の恒星進化論では、LBVは巨大な恒星が過剰な質量を失う段階と解釈されている。このような爆発現象は、超新星ではないがIIn型超新星とスペクトル型が類似していることから擬似的超新星 (Supernova impostor) と呼ばれている。LBVはやがてウォルフ・ライエ星に進化し、最終的には超新星爆発を起こすと予想されている。LBV段階での質量の喪失が少なかった天体は、対不安定型超新星爆発という普通とは異なった超新星爆発を起こすと考えられている。

## 代表例
- りゅうこつ座η星 - 太陽系に最も近く、最もよく研究されたLBV。
- ピストル星 - 観測された恒星の中では最も明るいのではないかと考えられている。
- LBV 1806-20 - ピストル星と並んで最も明るい可能性がある恒星とされる。
- はくちょう座P星
- かじき座S星 - 別名の「かじき座S型変光星」の由来となった天体。
- さそり座ζ1星 - 隣のさそり座ζ2星と見かけの二重星を構成している。別名・グラフィアス。
- HD 269858 (R127)
- HD 269006 (R71)
- りゅうこつ座AG星
- Wray 17-96
- アンドロメダ座AF星
- アンドロメダ座AE星
- HD 5980
- サンデュリーク -69° 202a - 1987年に超新星爆発 (SN 1987A) を起こし消滅したLBV。
- R136a1- 太陽の265倍と最大質量を持つ恒星